# بخش تاوریچسکی
بخش تاوریچسکی (به لاتین: Tavrichesky District) یک منطقهٔ مسکونی در روسیه است که در استان اومسک واقع شده‌است.